# 요다 조건
요다 조건(Yoda conditions) 또는 요다 표기법(Yoda notation)은 프로그래밍 특수용어에서 표현식의 두 부분이 조건문의 일반적인 순서와 반대되는 프로그래밍 스타일이다. 요다 조건은 조건문의 왼쪽에 표현식의 상수 부분을 배치한다.
요다 조건은 심포니 및 워드프레스의 코딩 표준의 일부이다.

## 기원
이 프로그래밍 스타일의 이름은 비표준 구문으로 영어를 말하는 스타워즈 캐릭터 요다에서 파생되었다(발언 예시: "900세에 도달하면 좋아보이지 않을 것이다."). 토마스 M. 투에르케(Thomas M. Tuerke)는 요다 표기법이라는 용어를 만들어 2006년에 처음으로 온라인에 게시했다고 주장한다. 그에 따르면 요다 조건이라는 용어는 나중에 2010년 펠릭스 클라우티에(Félix Cloutier)에 의해 대중화되었다.

## 예시
일반적으로 조건문은 다음과 같이 작성된다.
```
if
 
(
$value
 
==
 
42
)
 
{
 
/* ... */
 
}

// Reads like: "If the value equals 42..."

```

요다 조건은 동일한 표현식을 설명하지만 반대이다.
```
if
 
(
42
 
==
 
$value
)
 
{
 
/* ... */
 
}

// Reads like: "If 42 equals the value..."

```